# (277810) 2006 FV35
(277810) 2006 FV35 – planetoida z grupy Apollo należąca do obiektów NEO. 

## Odkrycie
Została odkryta 29 marca 2006 w programie Spacewatch w Obserwatorium Kitt Peak. Nazwa planetoidy jest oznaczeniem tymczasowym.

## Orbita
(277810) 2006 FV35 krąży wokół Słońca w rezonansie 1:1 z Ziemią, jest więc klasycznym obiektem koorbitalnym. Planetoida okrąża Słońce w ciągu około 366 dni w średniej odległości 1,00 j.a. Nachylenie jej orbity względem ekliptyki to 7,1°, a mimośród jej orbity wynosi 0,38.